# Likoa
Likoa es una entidad de población española del municipio de Mendeja, perteneciente a la provincia de Vizcaya, en la comunidad autónoma del País Vasco. 

## Toponimia
El lugar puede aparecer referido con las grafías «Likoa» y «Licona».

## Historia
Hacia mediados del siglo XIX, el lugar, una casa solar, ya pertenecía por entonces a Mendeja. Aparece descrito en el décimo volumen del Diccionario geográfico-estadístico-histórico de España y sus posesiones de Ultramar de Pascual Madoz con las siguientes palabras:

LICONA: casa solar en la prov. de Vizcaya, part. jud. de Marquina, térm. de Mendeja.
(Madoz, 1847, p. 277)

En 2023, la entidad singular de población tenía empadronados 146 habitantes.